# 野村高司
野村 高司（のむら たかし、1981年1月24日 - ）は、日本のプロレスラー。

## 経歴
- メキシコへ渡り、闘龍門の6期生として入門。
- 2000年10月20日、メキシコでTARUのミニ版「TARUシート（初代）」としてデビュー。

## 得意技
TARUドリラー・デ・チャパリート